# Orontès III
Pour les articles homonymes, voir Orontès.
Orontès ou Ervand III/II (en arménien Երվանդ Գ ; mort vers 260 av. J.-C.) est roi d'arménie de 316 à 260 av. J.-C..

## Hypothèses
Diodore de Sicile évoque en 316 av. J.-C. un certain  « Ardoatès ou Artaontès » qui, se recommandant de l'amitié du général macédonien Peucestas, aurait été rétabli en Arménie par les diadoques, et que René Grousset identifie par ailleurs à Orontès II. Pour Marie-Louise Chaumont et Giusto Traina, il s'agit également du « même sans doute » qui a combattu à Bataille de Gaugamèles. Quant à Nina Garsoïan, elle ne tranche pas.
Toujours selon Diodore de Sicile, vers 301 av. J.-C., « Aroantès roi des Arméniens » donne son appui à Ariarathe II pour reconquérir la Cappadoce sur le stratège macédonien Amyntas.
Cyrille Toumanoff estime qu'il s'agit dans les deux cas d'Orontès III/II, fils (?) et successeur de Mithrénès qui achève son règne au plus tard en 317 av. J.-C.. Orontès III/II serait mort vers  260/270 av. J.-C., date beaucoup trop tardive pour Orontès II, tué selon Toumanoff lors de la bataille de Gaugamèles.

## Postérité
Orontès III aurait donc comme successeur son fils (?) Samès.